# Pseudaclytia opponens
Pseudaclytia opponens là một loài bướm đêm thuộc phân họ Arctiinae, họ Erebidae.